# Товариство російських фабрично-заводських робітників міста Петербурга

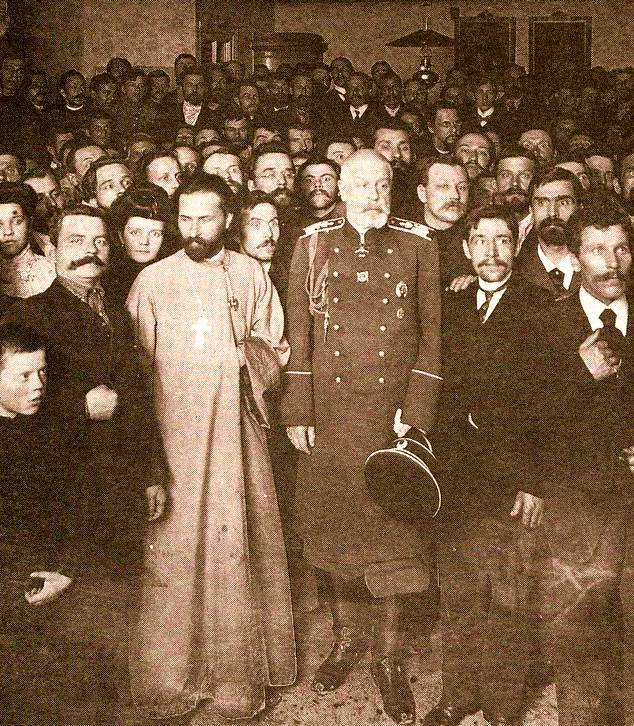
Григорій Гапон и Іван Фуллон на відкритті Коломенського відділу «Товариства російських фабрично-заводських робітників Санкт-Петербурга». Осінь 1904

"Товариство (Зібрання) російських фабрично-заводських робітників м. Санкт-Петербурга" (1904—1906)  (рус. «Собра́ние ру́сских фабри́чно-заводски́х рабо́чих г. Санкт-Петербу́рга») також відомо як "гапонівщина"— одна з перших масових легальних робітничих організацій у Російській імперії, заснована священиком Георгієм Гапоном. «Зібрання» відіграло провідну роль на початку Революції 1905-1907 років. На початку 1905 року «Зібрання» об’єднувало близько 10 000 робітників. «Зібранням» була підготовлена Петиція робітників і жителів Санкт-Петербурга і організовано ходу до царя в день Кривавої неділі 1905 року.
{{{1}}}

## Виникнення зібрання
див. також: Зубатовщина

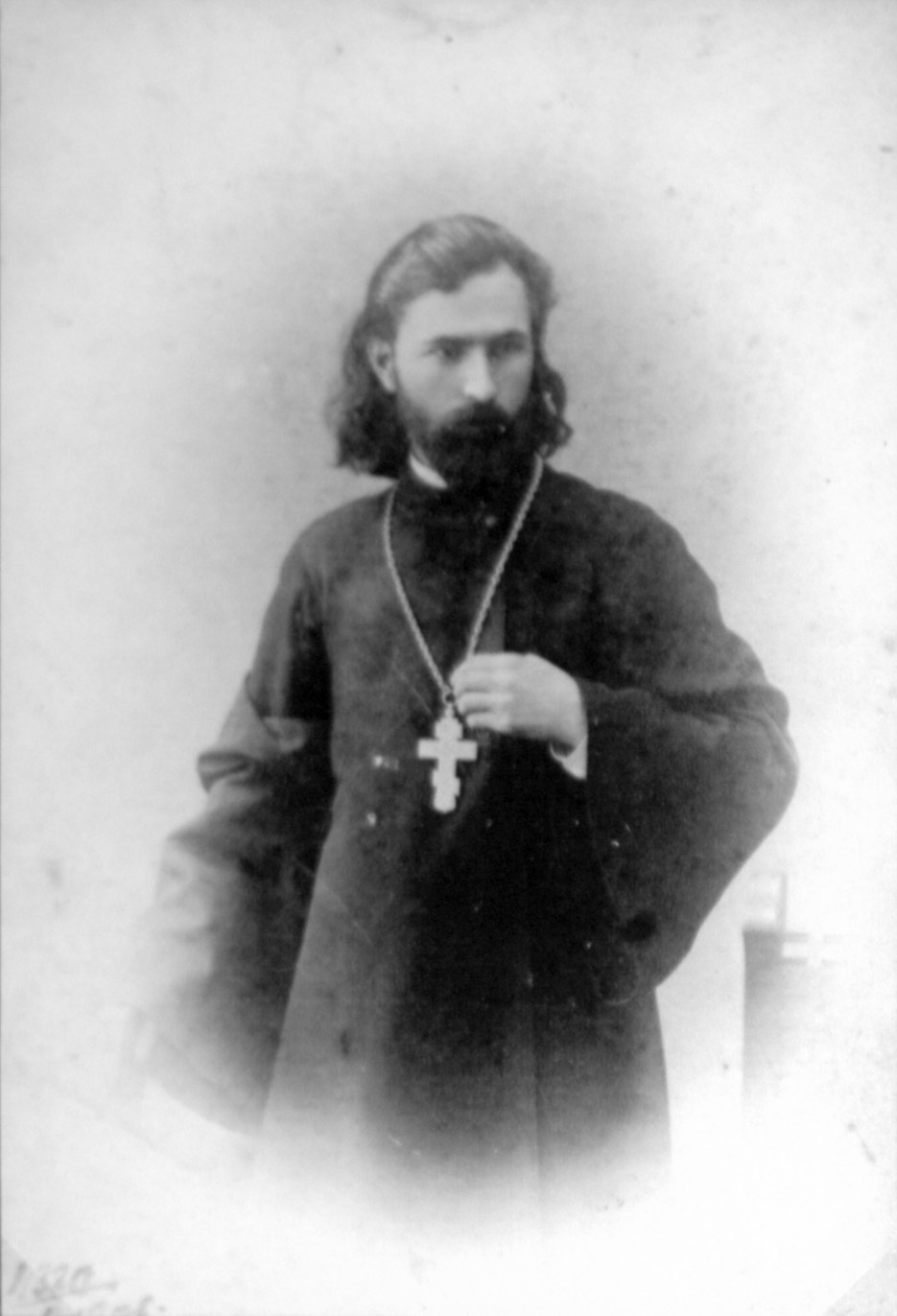
священник Григорій Гапон

«Зібрання» було створено у 1903 році на базі зубатовського «Санкт-Петербурзького товариства взаємного сприяння робітникам у механічному виробництві». У серпні 1903 року, після відставки Сергія Зубатова (голови Особливого відділу Департаменту поліції) фактичним керівником цього Товариства став священник Георгій Гапон. Від'їжджаючи з Петербурга, Зубатов просив священика не залишати робітничу організацію, що Гапон і пообіцяв.
Зібравши групу ініціативних робітників, Гапон виступив із пропозицією: «остаточно залишити форму Московської організації, звільнитися від опіки адміністративних няньок і, що особливо важливо, створити матеріальну незалежність». Пропозиція зустріла одностайну підтримку. Тоді ж було підібрано нове приміщення для зібрань і розроблено новий проєкт статуту, який було подано на затвердження в Міністерство внутрішніх справ. До ініціативної групи увійшли робітники Н. М. Варнашов, Н. А. Степанов, І. В. Васильєв, Ф. М. Горбачов, С. В. Кладовіков, С. Є. Устюжанін, І. Зимін, Ф. Маслов, А. Семенов, В. Смирнов, А. Лехвонен та інші.
15 (28) лютого 1904 року міністр внутрішніх справ В. К. міністр внутрішніх справ В.К. Плеве затвердив статут організації, яка отримала нову назву — «Зібрання російських фабрично-заводських робітників м. Санкт-Петербурга».

## Вступ групи Кареліна
У зв'язку з прагненням робітників створити власну масову легальну організацію, яка б захищала їхні права, у деяких колах робітників-соціал-демократів Петербурга виник інтерес до Товариства і особисто до Гапона як до можливого засобу створення такої організації. Зокрема, до них належав гурток Олексія Кареліна, учасники якого вважали неефективною підпільно-конспіративну роботу і шукали шляхів для відкритої діяльності серед робітничих мас. У вересні 1903 року Карелін повідомляв своєму знайомому І. І. Павлову:
«Але ось останнім часом спроби відкритої організації, здається, вступають у нову фазу. На горизонті робітничого руху з’явилася особа, надзвичайно цікава у всіх відношеннях. У робітничий рух втручається сторонній йому елемент — з одного боку, противний робітничому руху в корені, з іншого — незважаючи на його положення, що суперечить взагалі позиції робітничого руху, здатний зіграти велику роль у ньому, — це священик, а звати його Георгій Гапон. Тримається він таким чином, що розгадати його немає жодної можливості. Кажуть, що він у душі революціонер і революціонер лютий».
Восени 1903 року Карелін разом зі своєю дружиною В. М. Кареліною і групою однодумців з Васильєвського острова приєднався до Товариства.

## Устав і структура Зібрання

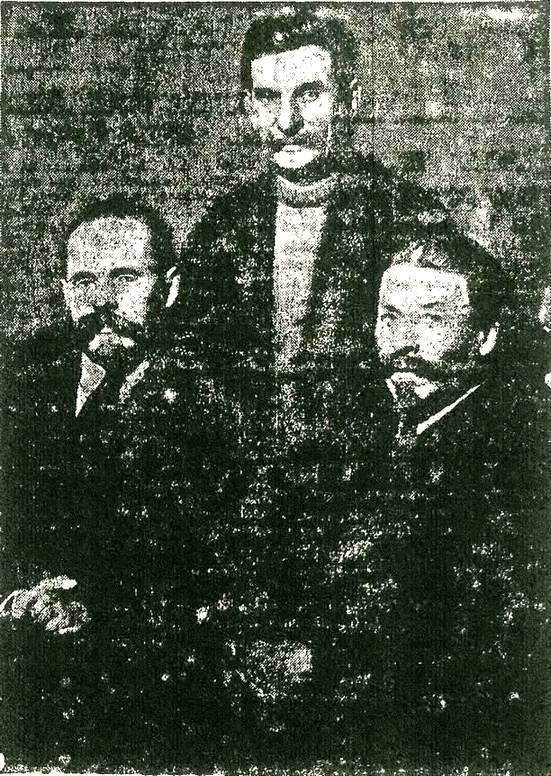
Члени «Зібрання» С. В. Кладовіков, А. С. Семенов і В. Маслов

Згідно з затвердженим статутом, цілями Зібрання проголошувалися:
- Надавати своїм членам можливість розумно і тверезо проводити вільний від роботи час;
- Поширювати серед робітничого населення освіту на засадах російської національної самосвідомості;
- Сприяти поліпшенню умов праці та життя робітників.

Для досягнення цих цілей Зібранню надавалося право:
- Влаштовувати щотижневі зібрання для розумного та всебічного обговорення потреб членів Зібрання;
- Створювати у своєму середовищі світські та духовні хори, влаштовувати концерти та сімейно-вокальні і літературні вечори;
- Засновувати різного роду просвітницькі заходи, такі як: бібліотеки і читальні, народні читання, бесіди та лекції з загальноосвітніх предметів;
- Створювати різні благодійні та комерційні підприємства, такі як: капітал взаємодопомоги членів Зібрання, похоронну касу, чайну, споживчу лавку та інші установи, здатні поліпшити матеріальне становище членів Зібрання.[3]

Дійсними членами Зібрання могли бути робітники обох статей, російського походження та християнського віросповідання. На чолі Зібрання стояв гурток відповідальних осіб, що складався з засновників Зібрання і поповнювався особливим чином дійсними членами Зібрання, які заслуговували цього. Безпосереднє управління справами Зібрання належало Правлінню, обираному загальними зборами з числа членів, що входили до гуртка відповідальних осіб. Члени Правління затверджувалися у своїх званнях градоначальником.
Керівником гуртка відповідальних осіб був Представник Зібрання, обиранний на перше триріччя гуртком, а надалі — загальними зборами з інтелігентних осіб духовного або світського звання. Представник затверджувався у своїй посаді градоначальником і був головним керівником і контролером Зібрання. Представник вважався також уповноваженим Зібрання у всіх його справах і вів всю переписку Зібрання.
Представником Зібрання на перше триріччя був обраний Георгій Гапон. До складу Правління були обрані робітники: А. Є. Карелін, І. В. Васильєв, Н. М. Варнашов, Д. В. Кузін, С. В. Кладовіков, Н. А. Степанов та інші.
Головою Правління став І. В. Васильєв, секретарем — Д. В. Кузін, скарбником — А. Є. Карелін.

## Початок діяльності Зібрання

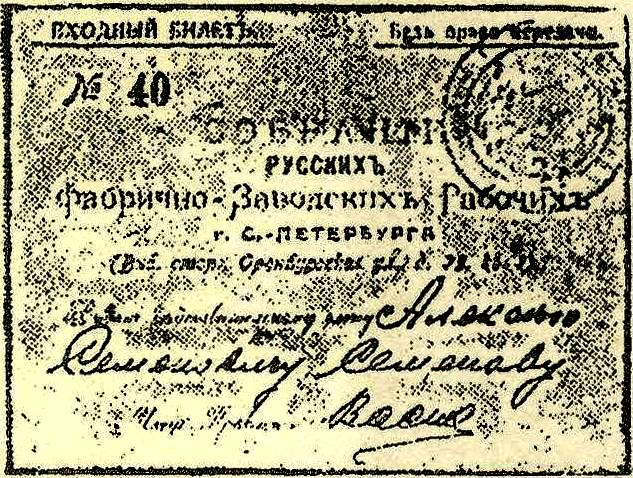
Вхідний квиток члена «Зібрання російських фабрично-заводських робітників» А. С. Семенова

11 (24) квітня 1904 року в чайній-клубі Виборзького відділу (Оренбурзька вул. 23) у присутності градоначальника І. А. Фуллона відбулося перше засідання.
Після першого відділення, у травні відкрилося друге на Васильєвському острові, у червні — третє (за Нарвською заставою), і так далі. До кінця 1904 року було створено 11 районних відділів «Зібрання», кількість учасників перевищила 10 тисяч осіб. Усі відділи працювали щоденно з 7 години вечора, при них були чайні, бібліотеки, читальні зали, працювали гуртки (математичні, музичні, іноземних мов, гімнастичні тощо). По середах і неділях влаштовувалися лекції, зібрання, музичні та танцювальні вечори. Активну участь у роботі «Зібрання» брали жінки.
Згідно зі спогадами А. Є. Кареліна, «у робітників було страшне бажання займатися. І чим тільки вони не займалися. Хто математикою, хто російською мовою, а хто й іноземними мовами. Навіщо вони їм були, не знаю, але займалися і цим. Займалися музикою і навіть гімнастикою» .

Згідно зі спогадами І. І. Павлова, відповідального за музичну частину:
«Ідея об'єднання проникала в робітничі маси, а можливість збиратися і обговорювати свої потреби для більш свідомих, і для деяких, особливо для жінок, можливість отримання задоволення від музичних вечорів, після яких робітнича молодь з ентузіазмом заводила наймодніші танці, — дуже сприяла популярності нового закладу серед широких робітничих кіл» .
Що стосується висвітлення політичних питань, то, як зазначав І. І. Павлов, «спокійний і впевнений тон керівників „Зібрання“, які постійно знімали ризиковані питання з публічного обговорення, але під час перерв не приховували, що така обережність вимушена і тимчасова, з іншого боку — органічна потреба в робітничих масах у тому чи іншому виході з підпільного обговорення своїх потреб на більш широкому просторі, — створювали надзвичайно підходящу атмосферу». У міру відкриття нових відділів і зростання кількості членів обговорення робітничих потреб стало допускатися в більшому обсязі, але робилося це надзвичайно обережно .

Підтримку «Зібранню» (у тому числі фінансову) надавали петербурзьке охоронне відділення, Департамент поліції і градоначальство. Згідно зі спогадами Гапона:
«Близько того часу (кінця червня) мене запросили до охоронного відділення і запропонували мені велику суму грошей для нашого товариства. Як мені не гірко було прийняти навіть частину, але, щоб відвернути підозри, я взяв чотириста рублів і вніс цю суму в наші книги як анонімний дар. Згодом я чув, що російський посол у Франції дорікав мені за те, що я брав гроші від уряду і ці ж гроші використовував проти нього. Він, очевидно, забував, що ці гроші були взяті з народної кишені і я їх тільки повертав тому, кому вони належали» .

## Одинадцять відділів Зібрання
У міру зростання чисельності Зібрання в різних районах Петербурга почали відкриватися його нові відділи. Всього до кінця 1904 року відкрилися 11 відділів. За підтримки й на кошти уряду вдалося створити в місті 11 відділень з 9 тис.членів.:
- Виборзький відділ («Центр») — на Виборзькій стороні (Оренбурзька вулиця);
- Нарвський відділ — за Нарвською заставою (Петергофське шосе);
- Василеостровський відділ — на Васильєвському острові (4-та лінія);
- Коломенський відділ — у Коломенському районі;
- Різдвяний відділ — у Різдвяному районі;
- Петербурзький відділ — на Петербурзькій стороні (Геслеровський провулок);
- Невський відділ — за Невською заставою (Ново-Прогонний провулок);
- Московський відділ — за Московською заставою;
- Відділ на Обвідному каналі — на Обвідному каналі (Дров'яна вулиця);
- Гаванський відділ — у районі Галерної Гавані (Гаванська вулиця);
- Колпінський відділ — у місті Колпіно[5].

В 1904 році здійснювали спроби відкрити такі ж організації в Москві, Києві, Полтаві та інших містах.

## Убивство Плеве та зростання політизації
15 (28) липня 1904 року внаслідок терористичного акту, організованого бойовою організацією партією есерів, був убитий міністр внутрішніх справ Російської імперії В'ячеслав Плеве. 26 серпня (8 вересня) 1904 року новим міністром внутрішніх справ був призначений ліберально налаштований Петро Святополк-Мирський, який закликав до створення взаємної довіри між урядом і суспільством. Слідом за цим настав період активізації громадського життя в Росії, який отримав назву «весни Святополк-Мирського».

Згідно зі спогадами А. Є. Кареліна:
«З настанням весни Святополка-Мирського закинули лекції і стали читати виключно газети. У цей час почалися земські петиції, ми читали їх, обговорювали і стали говорити з Гапоном, чи не час, мовляв, і нам, робітникам, виступити з петицією самостійно. Він відмовлявся… У нас же було велике бажання виступити з петицією. З листопада місяця йде глуха агітація: „запропонувати своє, з низів“».
До кінця 1904 року між Гапоном і Правлінням виникли серйозні розбіжності. Гапон мав великий вплив серед широких мас «малосвідомих» робітників, які складали основну масу членів Зібрання. Правління, згруповане навколо подружжя Кареліних, мало більше впливу серед вузького кола «свідомих» робітників. У грудні 1904 року розбіжності досягли межі, і «штабна опозиція» була готова зняти Гапона з постаменту робітничого лідера. Однак звільнення декількох робітників-членів Зібрання на Путиловському заводі змусило керівництво Зібрання забути про внутрішні розбіжності і консолідуватися у боротьбі за права робітників .

## Січневий робітничий страйк
Основна стаття: Путіловський страйк 1905

У грудні серед робітників Путилівського заводу поширився слух, що за поданням майстра Тетявкіна без попередження звільнені четверо робітників. У робітничому середовищі передавалося, що справжньою причиною звільнення цих робітників була їхня належність до Зібрання. Згідно зі спогадами Гапона:
«Безсумнівно, звільнення було викликано тим, що вони належали до нашого союзу, бо, розраховуючи їх, їм сказали: “Безсумнівно, ваш союз підтримає вас”… я вважав своїм обов’язком перед союзом стати на захист виключених і довести справу до кінця, яким би він не був… Якщо ми залишимо звільнених напризволяще, довіра до нашого союзу неминуче і назавжди похитнеться».
28 грудня 1904 року (10 січня 1905 року) делегація членів Зібрання робітників Путилівського заводу на чолі з Гапоном вирушила до тодішнього директора Путилівського заводу С. І. Смирнова. Делегація заявила, що від імені Зібрання вона просить не застосовувати репресії щодо членів Зібрання загалом і зокрема — прийняти назад звільнених і тих, хто підлягає звільненню товаришів. Директор Смирнов категорично відмовив у проханні делегації.
2 (15) січня 1905 року на екстреному зібранні членів Путилівського відділу Зібрання було вирішено з наступного дня припинити роботу і вимагати від директора звільнення майстра Тетявкіна та повернення звільнених робітників.
3 (16) січня 1905 року о 8 годині ранку розпочався страйк на Путилівському заводі.
4 (17) січня 1905 року страйкуючі робітники висунули низку додаткових вимог, зокрема:
- 8-годинного робочого дня
- роботи в 3 зміни
- скасування понаднормових робіт
- підвищення плати чорноробочим
- покращення санітарних умов на заводі
- безкоштовної медичної допомоги.

До директора заводу звернулася нова делегація робітників на чолі зі священиком Гапоном, але директор безумовно відмовив як у звільненні майстра, так і в підвищенні заробітної плати.
Того ж дня страйкував завод Франко-Російського товариства (2 000 робітників) і висунув адміністрації низку вимог, серед яких 8-годинний робочий день.
7 (20) січня 1905 року зранку страйкували всі великі заводи та фабрики в Санкт-Петербурзі та припинили роботу багато дрібних виробництв, а також друкарні, частково самостійно, а частково за примусом тих, хто страйкував раніше .

## Створення робітничої петиції

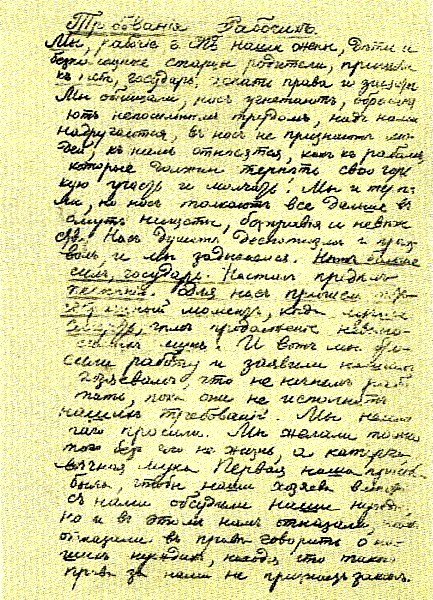
Один з рукописних списків Петиції 9 січня 1905 року

Основна стаття: Петиція робітників і мешканців Санкт-Петербурга 9 січня 1905 року
Під час страйку радикально налаштовані робітники «Зібрання» висунули ідею подати царю петицію про народні потреби, яка швидко здобула загальну популярність. Після деяких вагань цю ідею підтримав Гапон, який запропонував організувати подання петиції царю у формі масової ходи робітників до Зимового палацу .

5 (18) січня 1905 року текст петиції обговорювався з представниками соціал-демократів, які запропонували Гапону свій варіант тексту. Ознайомившись із запропонованими варіантами, Гапон відкинув їх усі і в ніч з 6 на 7 січня власноручно написав свій варіант петиції . 7 і 8 січня 1905 цей текст петиції обговорювався на зібранні робітників і після внесення кількох поправок був затверджений членами товариства. Основною вимогою петиції було негайне скликання Установчих зборів на умовах загального, таємного і рівного голосування. На додаток до цього висувалися ряд політичних і економічних вимог, таких як амністія політичних в'язнів, розширення прав і свобод громадян, заміна непрямих податків прямим прогресивним прибутковим податком, введення 8-годинного робочого дня тощо. Завершувалася петиція прямим зверненням до царя:
«Ось, государю, наші головні потреби, з якими ми прийшли до тебе… Накажи і поклянись виконати їх, і ти зробиш Росію і щасливою, і славною, а ім'я твоє запишеш у наших серцях і наших нащадків на віки вічні. А не накажеш, не відгукнешся на наше благання, — ми помремо тут, на цій площі, перед твоїм палацом. Нам нікуди більше йти і нема навіщо. У нас тільки два шляхи: або до свободи і щастя, або до могили…». див також 

## Кривава неділя (1905)
Основна стаття: Події 9 січня 1905 року в Санкт-Петербурзі
Мирна хода 2,5-тисячної демонстрації робітників із петицію і вимогами до Зимового палацу, була розстріляна частинами регулярної російської армії. За офіційними даними уряду, загинуло 130 осіб, поранено 299 осіб. За іншими даним загинуло до 200 людей, поранено до 800 людей, арештовано 688 людей

Після розстрілу демонстрації, за відомостями А. Є. Кареліна, в відділах Зібрання можна було спостерігати, як
«люди, не лише молоді, а й віруючі раніше старші, топтали портрети царя й ікони. І особливо топтали й плювали ті, хто раніше в відділах дбав про те, щоб перед іконами постійно лампади горіли, масло в доливали, лампадники й ті віру в царя й Бога втратили»..

## Історія Зібрання після 9 січня 1905
Після розстрілу демонстрації діяльність Зібрання була заборонена, його банківський рахунок на 3000 рублів і майно були арештовані.
Зібрання відновило свою діяльність після Жовтневого маніфесту у листопаді 1905 року. Гапон знову був обраний його керівником, а уряд графа С. Ю. Вітте виділив понад 30 тис. рублів на відновлення роботи «Собрания».
Однак внаслідок боротьби урядових груп у лютому 1906 року Зібрання було знову й остаточно закрито.
У березні 1906 того ж року Георгій Гапону був убитий Пінхусом Рутенбергом за вимогою керівників Бойової організації есерів Азефу Євно (подвійним агентом охранки) та Борисом Савінковим в селищі Озерки під Петербургом. У вбивстві брало участь близько 3—4 осіб. Керівництво партії есерів, відмовилося взяти відповідальність за злочин, заявляючи, що Пінхус Рутенберг діяв з власної ініціативи, виходячи з особистих мотивів.

## Оцінки
Кишеньковий словник атеїста часів СРСР (1978) підсумовує статтю про "гапонівщину" так: «кривавий урок, даний трудящим показав марність уповання на церкву в захисті своїх прав». Гапо́нівщина (рос. Гапо́новщина) ― діяльність царської жандармерії зі створення підконтрольних робітничих організацій з метою позбавити рух революційного змісту, відвернути від політичної боротьби. Метою цієї та подібних організацій була проповідь монархізму, православ'я, класового миру, ненависті до революціонерів. Гапонівські організації розповсюджували релігійно-чорносотенну літературу, створювали духовні хори, проводили бесіди й лекції на теми, схвалені владою. Створення таких організацій, які дістали загальну назву «Збори російських фабрично-заводських робітників Петербурга», розпочали в 1903 році, з ініціативи священника Г. А. Гапона. На початку січня 1905 року в Петербурзі спалахнув загальний страйк. За завданням охранки Гапон спровокував 9 січня 1905 року мирну процесію з петицією до царя, яка закінчилася розстрілом робітників. Гапонівські організації закрили .